# Großer Preis von Abu Dhabi 2021
Der Große Preis von Abu Dhabi 2021 (offiziell Formula 1 Etihad Airways Abu Dhabi Grand Prix 2021) fand am 12. Dezember auf dem Yas Marina Circuit auf der Yas-Insel statt und war das 22. und letzte Rennen der Formel-1-Weltmeisterschaft 2021.

## Bericht

### Hintergründe
Die Titelanwärter Max Verstappen (Red Bull Racing) und Lewis Hamilton (Mercedes AMG F1 Team) standen in der Fahrerwertung vor diesem letzten Saison-Rennen punktgleich bei 369,5 Punkten. Diese Ausgangslage gab es zuvor bei der Automobil-Weltmeisterschaft 1974 und erst das zweite Mal in der Geschichte der Formel 1. Zum 30. Mal in der Geschichte und zum ersten Mal seit der Formel-1-Weltmeisterschaft 2016 entschied das letzte Rennen über den Gewinner der Weltmeisterschaft, und zum ersten Mal seit der Formel-1-Weltmeisterschaft 2012 traten die Titelanwärter bei einer Titelentscheidung im letzten Saisonrennen dabei für verschiedene Teams an.
Hätten Verstappen und Hamilton in diesem Rennen die gleiche Punktzahl erhalten – was nur möglich gewesen wäre, wenn keiner in die Punkteränge fährt oder wenn einer von beiden den neunten und der andere den zehnten Platz mit der schnellsten Rennrunde belegt – hätte Verstappen ebenfalls die Meisterschaft gewonnen, da er mehr Rennen im vorherigen Verlauf der Formel-1-Weltmeisterschaftssaison 2021 gewann (Verstappen neun, Hamilton acht).
Der Yas Marina Circuit wurde im Vergleich zu den bisherigen Austragungen einer Sanierung unterzogen, bei der die Strecke und die erwartete Rundenzeit verkürzt wurden, um die Höchstgeschwindigkeit und die Überholmöglichkeiten zu erhöhen. Die Schikane nach Kurve 4 wurde entfernt und die Haarnadelkurve von Kurve 5 (die vor der Sanierung Kurve 7 war) wurde verbreitert. Die aus vier Kurven bestehende Abfolge der Kurven 11–14 wurde zur Steilkurve 9. Der Radius der Kurven 12–15 (vorher 17–20) wurde vergrößert, um den Fahrzeugen eine höhere Geschwindigkeit zu ermöglichen, wobei die Änderungen an Kurve 15 es den Fahrzeugen ermöglichten, mit Vollgas durch die Kurve zu fahren.
Lance Stroll bestritt seinen 100. Grand Prix.
Dieses Rennen war das letzte von Kimi Räikkönen und Antonio Giovinazzi in der Formel-1-Weltmeisterschaft.
Yuki Tsunoda (acht), Sergio Pérez, Verstappen (jeweils sieben), Sebastian Vettel, Nikita Masepin, Nicholas Latifi (jeweils sechs), Lando Norris, Stroll, Bottas (jeweils fünf), Giovinazzi, Pierre Gasly (jeweils drei), Räikkönen, Hamilton, Fernando Alonso (jeweils zwei), George Russell und Esteban Ocon (jeweils einer) gingen mit Strafpunkten ins Wochenende.
Mit Hamilton (fünfmal), Vettel (dreimal), Räikkönen, Bottas und Verstappen (jeweils einmal) traten fünf ehemalige Sieger zu diesem Grand Prix an.
Als Rennkommissare für dieses Rennwochenende fungierten Garry Connelly (AUS), Felix Holter (DEU), Derek Warwick (GBR) und Mohamed Al Hashmi (ARE).

### Training
Im ersten freien Training fuhr Verstappen mit 1:25,009 Minuten die Bestzeit vor Bottas und Hamilton.
Im zweiten freien Training war Hamilton mit einer Zeit von 1:23,691 Minuten Schnellster vor Ocon und Bottas.
Im dritten freien Training fuhr Hamilton mit 1:23,274 Minuten die Bestzeit vor Verstappen und Bottas.

### Qualifying
Das Qualifying bestand aus drei Teilen mit einer Nettolaufzeit von 45 Minuten. Im ersten Qualifying-Segment (Q1) hatten die Fahrer 18 Minuten Zeit, um sich für das Rennen zu qualifizieren. Alle Fahrer, die im ersten Abschnitt eine Zeit erzielten, die maximal 107 Prozent der schnellsten Rundenzeit betrug, qualifizierten sich. Die besten 15 Fahrer erreichten den nächsten Teil. Hamilton war Schnellster, die Haas- und Williams-Piloten sowie Räikkönen schieden aus.
Der zweite Abschnitt (Q2) dauerte 15 Minuten. Die schnellsten zehn Piloten qualifizierten sich für den dritten Teil des Qualifyings. Verstappen war Schnellster. Alonso, Gasly, Stroll, Giovinazzi und Vettel schieden aus. Ein Reifenschaden an Verstappens Red Bull sorgte dafür, dass dieser beim Rennen auf den roten (weichen) Reifen starten musste, während Hamilton auf den gelben (mittelharten) Reifen starten konnte.
Der letzte Abschnitt (Q3) ging über eine Zeit von zwölf Minuten, in denen die ersten zehn Startpositionen vergeben wurden. Verstappen fuhr mit 1:22,109 Minuten die schnellste Zeit vor Hamilton und Norris.

### Rennen
Am Morgen des Großen Preises wurde bekanntgegeben, dass Masepin aufgrund eines positiven COVID-19-Tests nicht am Rennen teilnehmen würde. Es gab wegen des bereits durchgeführten Qualifyings keinen Ersatzfahrer, weshalb Haas nur mit Mick Schumacher an den Start ging.
Bereits kurz nach dem Start überholte Hamilton Verstappen und führte das Rennen von da an bis zur letzten Runde an. Verstappen versuchte noch zu kontern, jedoch ohne Erfolg. Hier kam es bereits zu einer umstrittenen Szene, als Hamilton die Strecke verlassen und abkürzen musste, um einen Zusammenstoß mit Verstappen zu verhindern. Der hierdurch erlangte Vorteil wurde lediglich in Form von Zeit, nicht aber von Position zurückgegeben. Hamilton konnte sich im weiteren Verlauf deutlich absetzen, auch wenn er zwischenzeitlich durch den vor ihm fahrenden Pérez ausgebremst wurde, wodurch sich der Abstand zwischen Hamilton und Verstappen vorübergehend verringerte.
Aufgrund eines Unfalls von Latifi kurz vor Rennende wurde das Safety-Car auf die Strecke geschickt, was Verstappen nutzte, um auf frische Soft-Reifen zu wechseln ohne eine Position zu verlieren. Zwischen dem Führenden Hamilton und dem direkten Verfolger Verstappen lagen danach fünf überrundete Fahrzeuge. Um den Kampf um den Weltmeisterschaftstitel „auf der Strecke“ entscheiden zu lassen, traf die Rennleitung um Michael Masi die kontroverse Entscheidung, entgegen der üblichen Vorgehensweise (und entgegen einer kurz zuvor getätigten Aussage), lediglich diese fünf Fahrzeuge „zurückrunden“ (d. h., das Safety-Car zu überholen) zu lassen und das Rennen dann für eine letzte Runde erneut freizugeben. Somit hatte Verstappen, auf dem frischen Reifensatz direkt hinter Hamilton fahrend, während alle anderen Überrundeten noch zwischen den anderen Autos verstreut waren, die Möglichkeit zum Überholen, was ihm in der letzten Runde des Rennens gelang.
Verstappen gewann das Rennen vor Hamilton und Carlos Sainz jr. Es war der 20. Sieg für Verstappen in der Formel-1-Weltmeisterschaft. Die restlichen Punkteplatzierungen belegten Tsunoda, Gasly, Bottas, Norris, Alonso, Ocon und Charles Leclerc. Da Verstappen die schnellste Rennrunde fuhr und das Rennen unter den ersten Zehn beendete, erhielt er einen zusätzlichen Punkt.
Verstappen wurde mit diesem Sieg Formel-1-Weltmeister vor Hamilton und Bottas. Es war der erste Weltmeistertitel für Verstappen und zudem der erste eines niederländischen Fahrers in der Formel-1-Weltmeisterschaft. Auch war es das erste Mal seit 30 Jahren, dass ein Fahrer mit einem Honda-Motor Weltmeister wurde, zuletzt gelang das Ayrton Senna 1991. In der Konstrukteurswertung blieben die ersten drei Positionen unverändert, Mercedes wurde somit zum achten Mal in Folge Konstrukteursweltmeister. Es war das erste Mal seit der Formel-1-Weltmeisterschaft 2008, dass das Team des Konstrukteursweltmeisters nicht den Fahrerweltmeister stellt.
Beide Fahrer von Alfa Romeo konnten ihr jeweils letztes Rennen in der Formel 1 nicht beenden. Räikkönen beendete nach dem Rennen seine Karriere als aktiver Rennfahrer, während Giovinazzi in die Formel E wechselte.

#### Nachwirkungen
Im Nachgang der Ereignisse des Rennens, insbesondere des umstrittenen Einsatzes des Safety-Cars kurz vor Rennende, kündigte die FIA eine Untersuchung, insbesondere in Hinblick auf die Abläufe, die zu den Vorkommnissen in Abu Dhabi führten, an. FIA-Präsident Mohammed bin Sulayem kündigte an, dass die Regeln hinsichtlich des Safety-Cars analysiert und gegebenenfalls in Abstimmung mit den Teams bzw. Fahrern noch vor der Formel-1-Weltmeisterschaft 2022 überarbeitet werden sollen.
Am 17. Februar 2022 gab die FIA bekannt, dass Masi ab der Saison 2022 nicht mehr als Rennleiter fungieren werde. Stattdessen wurde die Rennleitung im Wechsel von Eduardo Freitas und Niels Wittich, unterstützt von Herbie Blash und einer „virtuellen Rennleitung“, übernommen.

## Meldeliste
| Team                            | Nr. | Fahrer             | Chassis                           | Motor                             | Reifen |
| ------------------------------- | --- | ------------------ | --------------------------------- | --------------------------------- | ------ |
| Mercedes-AMG Petronas F1 Team   | 44  | Lewis Hamilton     | Mercedes-AMG F1 W12 E Performance | Mercedes-AMG F1 M12 E Performance | P      |
| Mercedes-AMG Petronas F1 Team   | 77  | Valtteri Bottas    | Mercedes-AMG F1 W12 E Performance | Mercedes-AMG F1 M12 E Performance | P      |
| Red Bull Racing Honda           | 33  | Max Verstappen     | Red Bull Racing RB16B             | Honda RA621H                      | P      |
| Red Bull Racing Honda           | 11  | Sergio Pérez       | Red Bull Racing RB16B             | Honda RA621H                      | P      |
| McLaren F1 Team                 | 03  | Daniel Ricciardo   | McLaren MCL35M                    | Mercedes-AMG F1 M12 E Performance | P      |
| McLaren F1 Team                 | 04  | Lando Norris       | McLaren MCL35M                    | Mercedes-AMG F1 M12 E Performance | P      |
| Aston Martin Cognizant F1 Team  | 18  | Lance Stroll       | Aston Martin AMR21                | Mercedes-AMG F1 M12 E Performance | P      |
| Aston Martin Cognizant F1 Team  | 05  | Sebastian Vettel   | Aston Martin AMR21                | Mercedes-AMG F1 M12 E Performance | P      |
| Alpine F1 Team                  | 14  | Fernando Alonso    | Alpine A521                       | Renault E-Tech 20B                | P      |
| Alpine F1 Team                  | 31  | Esteban Ocon       | Alpine A521                       | Renault E-Tech 20B                | P      |
| Scuderia Ferrari Mission Winnow | 16  | Charles Leclerc    | Ferrari SF21                      | Ferrari 065/6                     | P      |
| Scuderia Ferrari Mission Winnow | 55  | Carlos Sainz jr.   | Ferrari SF21                      | Ferrari 065/6                     | P      |
| Scuderia AlphaTauri Honda       | 22  | Yuki Tsunoda       | AlphaTauri AT02                   | Honda RA621H                      | P      |
| Scuderia AlphaTauri Honda       | 10  | Pierre Gasly       | AlphaTauri AT02                   | Honda RA621H                      | P      |
| Alfa Romeo Racing Orlen         | 07  | Kimi Räikkönen     | Alfa Romeo Racing C41             | Ferrari 065/6                     | P      |
| Alfa Romeo Racing Orlen         | 99  | Antonio Giovinazzi | Alfa Romeo Racing C41             | Ferrari 065/6                     | P      |
| Uralkali Haas F1 Team           | 09  | Nikita Masepin     | Haas VF-21                        | Ferrari 065/6                     | P      |
| Uralkali Haas F1 Team           | 47  | Mick Schumacher    | Haas VF-21                        | Ferrari 065/6                     | P      |
| Williams Racing                 | 63  | George Russell     | Williams FW43B                    | Mercedes-AMG F1 M12 E Performance | P      |
| Williams Racing                 | 89  | Jack Aitken        | Williams FW43B                    | Mercedes-AMG F1 M12 E Performance | P      |
| Williams Racing                 | 06  | Nicholas Latifi    | Williams FW43B                    | Mercedes-AMG F1 M12 E Performance | P      |

Anmerkungen
1. 1 2  Der Williams mit der Startnummer 89 wurde im ersten freien Training für Aitken eingesetzt. Russell übernahm das Fahrzeug anschließend für das restliche Rennwochenende mit seiner Startnummer 63.

## Klassifikationen

### Qualifying
| Pos.                                                                      | Fahrer             | Konstrukteur              | Q1       | Q2       | Q3       | Start |
| ------------------------------------------------------------------------- | ------------------ | ------------------------- | -------- | -------- | -------- | ----- |
| 01                                                                        | Max Verstappen     | Red Bull Racing-Honda     | 1:23,332 | 1:22,800 | 1:22,109 | 01    |
| 02                                                                        | Lewis Hamilton     | Mercedes                  | 1:22,845 | 1:23,145 | 1:22,480 | 02    |
| 03                                                                        | Lando Norris       | McLaren-Mercedes          | 1:23,553 | 1:23,256 | 1:22,931 | 03    |
| 04                                                                        | Sergio Pérez       | Red Bull Racing-Honda     | 1:23,350 | 1:23,135 | 1:22,947 | 04    |
| 05                                                                        | Carlos Sainz jr.   | Ferrari                   | 1:23,624 | 1:23,174 | 1:22,992 | 05    |
| 06                                                                        | Valtteri Bottas    | Mercedes                  | 1:23,117 | 1:23,246 | 1:23,036 | 06    |
| 07                                                                        | Charles Leclerc    | Ferrari                   | 1:23,467 | 1:23,202 | 1:23,122 | 07    |
| 08                                                                        | Yuki Tsunoda       | AlphaTauri-Honda          | 1:23,428 | 1:23,404 | 1:23,220 | 08    |
| 09                                                                        | Esteban Ocon       | Alpine-Renault            | 1:23,764 | 1:23,420 | 1:23,389 | 09    |
| 10                                                                        | Daniel Ricciardo   | McLaren-Mercedes          | 1:23,829 | 1:23,448 | 1:23,409 | 10    |
| 11                                                                        | Fernando Alonso    | Alpine-Renault            | 1:23,846 | 1:23,460 | –        | 11    |
| 12                                                                        | Pierre Gasly       | AlphaTauri-Honda          | 1:23,489 | 1:24,043 | –        | 12    |
| 13                                                                        | Lance Stroll       | Aston Martin-Mercedes     | 1:24,061 | 1:24,066 | –        | 13    |
| 14                                                                        | Antonio Giovinazzi | Alfa Romeo Racing-Ferrari | 1:24,118 | 1:24,251 | –        | 14    |
| 15                                                                        | Sebastian Vettel   | Aston Martin-Mercedes     | 1:24,225 | 1:24,305 | –        | 15    |
| 16                                                                        | Nicholas Latifi    | Williams-Mercedes         | 1:24,338 | –        | –        | 16    |
| 17                                                                        | George Russell     | Williams-Mercedes         | 1:24,423 | –        | –        | 17    |
| 18                                                                        | Kimi Räikkönen     | Alfa Romeo Racing-Ferrari | 1:24,779 | –        | –        | 18    |
| 19                                                                        | Mick Schumacher    | Haas-Ferrari              | 1:24,906 | –        | –        | 19    |
| 20                                                                        | Nikita Masepin     | Haas-Ferrari              | 1:25,685 | –        | –        | 20    |
| 107-Prozent-Zeit: 1:28,644 min (bezogen auf Q1-Bestzeit von 1:22,845 min) |                    |                           |          |          |          |       |

### Rennen
| Pos. | Fahrer             | Konstrukteur              | Runden | Stopps | Zeit        | Start | Schnellste Runde |
| ---- | ------------------ | ------------------------- | ------ | ------ | ----------- | ----- | ---------------- |
| 01   | Max Verstappen     | Red Bull Racing-Honda     | 58     | 3      | 1:30:17,345 | 01    | 1:26,103 (39.)   |
| 02   | Lewis Hamilton     | Mercedes                  | 58     | 1      | + 2,256     | 02    | 1:26,615 (43.)   |
| 03   | Carlos Sainz jr.   | Ferrari                   | 58     | 1      | + 5,173     | 05    | 1:27,618 (51.)   |
| 04   | Yuki Tsunoda       | AlphaTauri-Honda          | 58     | 2      | + 5,692     | 08    | 1:27,496 (50.)   |
| 05   | Pierre Gasly       | AlphaTauri-Honda          | 58     | 2      | + 6,531     | 12    | 1:27,342 (49.)   |
| 06   | Valtteri Bottas    | Mercedes                  | 58     | 1      | + 7,463     | 06    | 1:26,862 (51.)   |
| 07   | Lando Norris       | McLaren-Mercedes          | 58     | 2      | + 59,200    | 03    | 1:26,762 (58.)   |
| 08   | Fernando Alonso    | Alpine-Renault            | 58     | 1      | + 1:01,708  | 11    | 1:27,607 (58.)   |
| 09   | Esteban Ocon       | Alpine-Renault            | 58     | 1      | + 1:04,026  | 09    | 1:28,249 (58.)   |
| 10   | Charles Leclerc    | Ferrari                   | 58     | 2      | + 1:06,057  | 07    | 1:28,433 (40.)   |
| 11   | Sebastian Vettel   | Aston Martin-Mercedes     | 58     | 1      | + 1:07,527  | 15    | 1:28,303 (58.)   |
| 12   | Daniel Ricciardo   | McLaren-Mercedes          | 57     | 2      | + 1 Runde   | 10    | 1:28,723 (48.)   |
| 13   | Lance Stroll       | Aston Martin-Mercedes     | 57     | 2      | + 1 Runde   | 13    | 1:28,567 (48.)   |
| 14   | Mick Schumacher    | Haas-Ferrari              | 57     | 2      | + 1 Runde   | 19    | 1:29,457 (42.)   |
| 15   | Sergio Pérez       | Red Bull Racing-Honda     | 55     | 4      | DNF         | 04    | 1:26,419 (51.)   |
| –    | Nicholas Latifi    | Williams-Mercedes         | 50     | 1      | DNF         | 16    | 1:29,293 (30.)   |
| –    | Antonio Giovinazzi | Alfa Romeo Racing-Ferrari | 33     | 1      | DNF         | 14    | 1:29,442 (33.)   |
| –    | George Russell     | Williams-Mercedes         | 26     | 1      | DNF         | 17    | 1:30,647 (23.)   |
| –    | Kimi Räikkönen     | Alfa Romeo Racing-Ferrari | 25     | 2      | DNF         | 18    | 1:29,698 (23.)   |
| DNS  | Nikita Masepin     | Haas-Ferrari              | –      | –      | –           | 20    | –                |

Anmerkungen
1. ↑  Masepin konnte aufgrund eines positiven COVID-19-Tests nicht am Rennen teilnehmen.

## WM-Stände nach dem Rennen
Die ersten zehn des Rennens bekamen 25, 18, 15, 12, 10, 8, 6, 4, 2 bzw. 1 Punkt(e). Zusätzlich gab es einen Punkt für die schnellste Rennrunde, da der Fahrer unter den ersten Zehn landete.

### Fahrerwertung
| Pos. | Fahrer           | Konstrukteur          | Punkte |
| ---- | ---------------- | --------------------- | ------ |
| 01   | Max Verstappen   | Red Bull Racing-Honda | 395,5  |
| 02   | Lewis Hamilton   | Mercedes              | 387,5  |
| 03   | Valtteri Bottas  | Mercedes              | 226    |
| 04   | Sergio Pérez     | Red Bull Racing-Honda | 190    |
| 05   | Carlos Sainz jr. | Ferrari               | 164,5  |
| 06   | Lando Norris     | McLaren-Mercedes      | 160    |
| 07   | Charles Leclerc  | Ferrari               | 159    |
| 08   | Daniel Ricciardo | McLaren-Mercedes      | 115    |
| 09   | Pierre Gasly     | AlphaTauri-Honda      | 110    |
| 10   | Fernando Alonso  | Alpine-Renault        | 81     |
| 11   | Esteban Ocon     | Alpine-Renault        | 74     |

| Pos. | Fahrer             | Konstrukteur              | Punkte |
| ---- | ------------------ | ------------------------- | ------ |
| 12   | Sebastian Vettel   | Aston Martin-Mercedes     | 43     |
| 13   | Lance Stroll       | Aston Martin-Mercedes     | 34     |
| 14   | Yuki Tsunoda       | AlphaTauri-Honda          | 32     |
| 15   | George Russell     | Williams-Mercedes         | 16     |
| 16   | Kimi Räikkönen     | Alfa Romeo Racing-Ferrari | 10     |
| 17   | Nicholas Latifi    | Williams-Mercedes         | 7      |
| 18   | Antonio Giovinazzi | Alfa Romeo Racing-Ferrari | 3      |
| 19   | Mick Schumacher    | Haas-Ferrari              | 0      |
| 20   | Robert Kubica      | Alfa Romeo Racing-Ferrari | 0      |
| 21   | Nikita Masepin     | Haas-Ferrari              | 0      |

### Konstrukteurswertung
| Pos. | Konstrukteur          | Punkte |
| ---- | --------------------- | ------ |
| 1    | Mercedes              | 613,5  |
| 2    | Red Bull Racing-Honda | 585,5  |
| 3    | Ferrari               | 323,5  |
| 4    | McLaren-Mercedes      | 275    |
| 5    | Alpine-Renault        | 155    |

| Pos. | Konstrukteur              | Punkte |
| ---- | ------------------------- | ------ |
| 06   | AlphaTauri-Honda          | 142    |
| 07   | Aston Martin-Mercedes     | 77     |
| 08   | Williams-Mercedes         | 23     |
| 09   | Alfa Romeo Racing-Ferrari | 13     |
| 10   | Haas-Ferrari              | 0      |